# 马特奥·科瓦契奇
马特奥·科瓦契奇（克羅埃西亞語發音：[matěo kǒʋatʃitɕ]，1994年5月6日—），出生於奧地利林茨，克羅地亞足球員，擁有克羅地亞和奧地利兩國的護照，司職中场，現時效力英超球隊曼城及克羅地亞國家足球隊。

## 俱乐部生涯

### 萨格勒布迪纳摩
科瓦契奇出道于奥地利球队林茨，于2007年被萨格勒布迪纳摩挖走。效力该队期间科瓦契奇表现出色，不但在11/12赛季帮助萨格勒布迪纳摩队赢得克罗地亚联赛七连冠、以及该赛季国内双冠王，还是萨格勒布迪纳摩队史上最年轻的联赛进球者以及欧洲冠军联赛进球者。

### 国际米兰
2013年1月31日國際米蘭俱樂部在冬季轉會窗截止日宣佈以1500萬歐元的價格簽下了這位克羅地亞進攻中場，以代替遠走土耳其的荷蘭人韋斯利·斯內德  。

### 皇家馬德里
2015年，皇家馬德里宣布以3000萬歐元，從國際米蘭簽下高華錫。
2015年12月9日，他於歐洲聯賽冠軍杯小組賽，攻入加盟皇馬後第一球，助皇馬大勝8-0。

### 車路士
2018年，高華錫外借至車路士一年。2019年5月30日，欧霸盃决赛切尔西对阵阿森纳，科瓦契奇帮助球队以4比1的比分战胜对手夺得冠军。
2019年7月1日，科瓦契奇完成了對切尔西足球俱乐部的永久轉會，簽下了一份為期五年的合約。

### 曼城
2023年6月27日，曼城宣布与高華錫签约四年。
8月16日，科瓦契奇赢得了他在曼城的第一座奖杯，在2023年欧洲超级杯中，曼城在 1-1 战平塞维利亚后，通过点球大战以 5-4 的比分击败了塞维利亚，科瓦契奇在点球大战中进球。12月19日，在国际足联世俱杯半决赛 3-0 战胜浦和红钻的比赛中，科瓦契奇打进了他在曼城的首粒进球。

## 國家隊生涯
2013年3月22日，巴西世界盃歐洲賽區預選賽克羅地亞2比0戰勝塞爾維亞，科瓦契奇首發登場，完成了自己代表克羅地亞國家足球隊的處子秀。 
2014年6月巴西世界盃，克羅地亞在小組賽中1勝2負積3分排行小組第三遭到淘汰。科瓦契奇在該屆賽事中出場3次。 
2015年6月7日，在克羅地亞對直布羅陀的友誼賽中，科瓦契奇在比賽的第15分鐘破門得分，攻入了自己的國家隊處子球。 
2016年6月法國歐洲盃，克羅地亞在1/8決賽中0比1負於葡萄牙遭到淘汰。科瓦契奇在該屆賽事中出場2次。 
2018年6月俄羅斯世界盃，克羅地亞在決賽中2比4負於法國位居亞軍。科瓦契奇在該屆賽事中出場5次。 
在克罗地亚参加2020-21赛季欧足联国家联赛A的比赛期间，科瓦契奇因在国家队中的效率低下而受到严厉批评， 特别是在2020年11月14日对阵瑞典国家足球队的关键比赛中，他的失误导致了德扬·库卢塞夫斯基的首个进球，最终克罗地亚以1-2告负。 然而，三天后，他在对阵葡萄牙国家足球队的比赛中打进两球，尽管最终以3-2告负，但这使得克罗地亚避免降级到2022-23赛季欧足联国家联赛B，因为他们比瑞典有更好的净胜球。
2021年5月17日，科瓦契奇入选达利奇的26人名单， 并在所有三场小组赛比赛中首发出场。 与克罗地亚的国家联赛表现相比，他的表现赢得了全国范围内的广泛赞誉，因为克罗地亚以小组第二的身份晋级到16强。 2022年6月3日，在2022-23赛季欧足联国家联赛A中以0-3输给奥地利国家足球队的比赛中，科瓦契奇首次担任克罗地亚队长。 在2022年国际足联世界杯上，科瓦契奇因其表现再次赢得赞誉，克罗地亚最终获得第三名。
2024年5月20日，他入选了参加2024年欧洲足球锦标赛的26人名单。 几周后，在6月3日，他在对阵北马其顿国家足球队的友谊赛中以3-0获胜，这场比赛是他第100次代表国家队出场。

## 荣誉

### 球會
萨格勒布迪纳摩
- 克罗地亚足球甲级联赛冠军：2010–11、2011–12
- 克罗地亚杯冠军：2010–11[29]、2011–12[30]

 皇家馬德里
- 西班牙甲組足球聯賽冠軍：2016–17
- 西班牙超級盃冠軍：2017[31]
- 歐洲聯賽冠軍盃冠軍：2015–16、2016–17、2017–18
- 歐洲超級盃冠軍：2016、2017
- 世界冠軍球會盃冠軍：2016、2017

 切爾西
- 歐霸盃冠軍：2018–19
- 欧洲冠军联赛冠軍：2020–21
- 歐洲超級盃冠軍：2021
- 世界冠軍球會盃冠軍：2021

 曼城
- 歐洲超級盃冠軍：2023[32]
- 世界冠軍球會盃冠軍：2023[33]
- 英格兰超级足球联赛冠軍：2023–24

### 國家隊
克羅地亞
- 世界盃亞軍：2018
- 世界盃季軍：2022

### 個人
- 布拉尼米爾大公勳章：2018年

## 球员简介

### 比赛风格
科瓦契奇被描述为一位出色的技术型球员，具备出色的盘带能力。 他被认为是一名多才多艺的中场球员，曾在不同的中场位置踢球。他在迪纳摩扎格列布时是一名进攻型中场，但在国际米兰期间改变了自己的比赛风格，他在边路和中场位置都表现出色，在安德烈亚·斯特拉马乔尼的指导下充当深层组织者角色。 他的标志之一是深入到后场接球，然后迅速推进，经常展示他的突破运球技巧。 在瓦尔特·马扎里的执教下，科瓦契奇经常在更高的位置上发挥作用。前任主教练乔瓦尼·特拉帕托尼曾表示，科瓦契奇知道如何从后场接球并像一头“狂暴的公牛”一样快速推进球场。 根据他的传球成功率，科瓦契奇擅长将球传递到前场。

### 评价
据报道，克罗地亚U17队的主教练马丁·诺沃塞拉克说科瓦契奇是“自罗伯特·普罗西内奇时代以来最有才华的年轻球员”，他的发展速度和天赋令人瞩目。 科瓦契奇透露，在他成长过程中，他最钦佩的球员正是普罗西内奇。 他的同胞兹沃尼米尔·博班在2013年接受《天空意大利》采访时表示：“他具备的才华使他甚至可以比我更出色，他是一个非常年轻但非常专业的球员。科瓦契奇是一名全能球员。他并非天生的防守型中场，但他现在就在那个位置上踢球。他是一个全面的天才，还具备巨大的潜力。” 特拉帕托尼形容他为“卡卡和克拉伦斯·西多夫的结合体”，这是因为他的比赛风格和技术特点。 长期担任国际米兰队长的哈维尔·扎内蒂表示，在俱乐部效力19年中，除了当年21岁加盟的罗纳尔多之外，科瓦契奇是他见过的最有潜力的年轻球员。

## 个人生活
科瓦契奇出生在奥地利的林茨，他的父母斯蒂波和鲁芝卡是波斯尼亚和黑塞哥维那的克罗地亚人，在南斯拉夫战争之前从扎布尔杰（Kotor Varoš）搬到那里。科瓦契奇是天主教徒，每个星期天都会去教堂。 他能说克罗地亚语、德语、英语、意大利语和西班牙语五种语言。
2017年，科瓦契奇与他的长期女友伊莎贝尔·安德里亚尼奇结婚。 2020年10月12日，安德里亚尼奇生下了他们的第一个孩子，是个男孩。 2021年7月，这个孩子接受了洗礼，卢卡莫德里奇成为他的教父。